# ماجراهای آفتاب و عزیز خانم
ماجراهای آفتاب و عزیز خانم، یک مجموعهٔ تلویزیونی ایرانی، تولید واحد کودک و نوجوان شبکۀ دو است، که در پاییز ۱۳۷۳، هر جمعه پخش می‌شد. این مجموعه نخستین اثر رضا میرکریمی در کارگردانی سریال‌ می‌باشد.

## خلاصه داستان
داستان این سریال، ماجراهای دختری است به نام «آفتاب» و همسایهٔ آن‌ها «عزیز خانم».

## بازیگران
- ملیحه نظری (عزیز خانم)
- فیروزه شید (آفتاب)
- ماندانا اصلانی

## عوامل
- نویسنده: امیر فیضی (بر اساس قصه‌های مژگان کلهر)[۴]
- کارگردان: رضا میرکریمی
- شاعر: مصطفی رحماندوست[۵]